# 賃金奴隷
賃金奴隷（ちんぎんどれい）または賃金奴隷制（ちんぎんどれいせい、英: wage slavery）とは、資本主義社会においての労働者を奴隷に例えて用いられる言葉である。

## 概要
人々が資本主義的財産制度によって自発的な奴隷状態に陥ってしまうことに対して、社会主義やアナキズムの中で「賃金奴隷制（Wage Slavery）」という批判が登場した。
これは、人を所有する行為と貸与する行為の類似性に着目し、奴隷制と賃金労働との関係を類推する、否定的な意味を内包する用語として用いられる。この批判は、経済的搾取や社会階層を指摘する文脈で登場した。
1830年代からのアメリカ合衆国においての労働運動が発生した時期には、米北部の労働者の自由というのは彼らの労働を真の価値のひとかけらと交換に売るか飢えるかを選択するということであるとされた。そして北部の労働運動の指導者は、労働者の生活というのは南部の奴隷よりもずっとましとは考えておらず、労働者のことを賃金奴隷と表現していた。
産業革命の出現とともに、プルードン(Proudon)やマルクス(Marx)などの思想家たちは、資本主義社会で個人の私的活動が制限される問題を批判する文脈で奴隷制と賃金労働を緻密に比較した。
カール・マルクスは、労働者というのは労働力の売先、限られた範囲で買手となる資本家を選択することはできるものの、いずれかの資本家を選択しなければならないという強制によって資本家階級につなぎとめられているとした。そして、このような状態のことをマルクスは「賃金奴隷制」と名付けた。
エマ・ゴールドマン（Emma Goldman）は賃金奴隷制を批判し、有名な言葉として「唯一の違いは、あなたはただ雇われた奴隷だということだけだ」を残した。